# Floorball-Bundesliga Österreich 2012/13
Die Floorball-Bundesliga Österreich 2012/13 war die 12. Spielzeit der österreichischen Floorball-Bundesliga.

## Herren Bundesliga (Großfeld)
Die österreichische Floorball-Staatsmeisterschaft auf dem Großfeld der Herren begann am 29. September 2012. Titelverteidiger war der VSV Unihockey, der in vier Finalspielen gegen den TVZ Wikings Zell am See den Titel verteidigen konnte.
Teilnehmer:
- VSV Unihockey
- TVZ Wikings Zell am See
- SU Wiener FV
- KAC Floorball
- UHC Linz
- IBC Leoben
- Unihockey Vorarlberg

Modus:
Die Vorrunde zur österreichischen Herren(Großfeld)-Staatsmeisterschaft wurde in einer einfachen Vor- und Rückrunde ausgespielt. Die besten vier Mannschaften des Grunddurchgangs ermittelten in einer „Best of 3“-Serie die Finalisten. Das Finale wurde im „Best of 5“-Modus ausgespielt.
| Pl. | Verein                  | Sp. | S(OT) | N(OT)  | Diff. | Pkt. |
| --- | ----------------------- | --- | ----- | ------ | ----- | ---- |
| 01. | VSV Unihockey           | 12  | 12(1) | 00(0)  | +065  | 35   |
| 02. | KAC Floorball           | 12  | 8(2)  | 04(1)  | +021  | 23   |
| 03. | TVZ Wikings Zell am See | 12  | 8(1)  | 04(0)  | +022  | 23   |
| 04. | SU Wiener FV            | 12  | 5(0)  | 07(4)  | −03   | 19   |
| 05. | Unihockey Vorarlberg    | 12  | 5(1)  | 07(1)  | −06   | 15   |
| 06. | IBC Leoben              | 12  | 3(0)  | 09(0)  | −037  | 9    |
| 07. | UHC Linz                | 12  | 1(1)  | 011(0) | −062  | 2    |

Play-offs – Halbfinale:
- SU Wiener FV – VSV Unihockey  4:8 (2:3, 2:1, 0:4) am 16. März 2013
- TVZ Wikings Zell am See – KAC Floorball  4:3 (1:2, 0:1, 2:0; 1:0) 16. März 2013
- VSV Unihockey – SU Wiener FV  7:6 (2:2, 4:1, 1:3) am 23. März 2013
- KAC Floorball – TVZ Wikings Zell am See  3:6 (1:1, 0:1, 2:4) am 23. März 2013

Finale:
- 1. Spiel: VSV Unihockey – TVZ Wikings Zell am See  5:3 (2:1, 1:2, 2:0) am 6. April 2013
- 2. Spiel: VSV Unihockey – TVZ Wikings Zell am See  4:5 (2:1, 1:1, 1:3) am 7. April 2013
- 3. Spiel: TVZ Wikings Zell am See – VSV Unihockey  2:4 (1:2, 0:0, 1:2) am 13. April 2013
- 4. Spiel: TVZ Wikings Zell am See – VSV Unihockey  5:8 (2:5, 1:2, 2:1) am 14. April 2013

VSV Unihockey mit 3:1 Siegen Österreichischer Herren-Floorball-Staatsmeister 2013.

## Damen Bundesliga (Großfeld)
Die österreichische Floorball-Staatsmeisterschaft der Damen auf dem Großfeld begann am 20. Oktober 2012. Titelverteidiger war der TVZ Wikings Zell am See.
Im Finale gegen den SU Wiener FV gelang es dem TVZ Wikings Zell am See in 2 Finalspielen erfolgreich den Titel zu verteidigen.
Teilnehmer:
- TVZ Wikings Zell am See
- SU Wiener FV
- IBC Leoben
- FBC Grasshoppers Zurndorf
- HFC Feldkirch

Modus:
Der Grunddurchgang zur österreichischen Damen(Großfeld)-Staatsmeisterschaft wurde in insgesamt 10 Vorrunden ausgespielt. Die besten vier Mannschaften des Grunddurchgangs ermittelten in einer „Best of 3“-Serie die Finalisten. Das Finale wurde in einem „Best of 3“-Modus ausgespielt.
| Pl. | Verein                    | Sp. | S(OT) | N(OT) | Diff. | Pkt. |
| --- | ------------------------- | --- | ----- | ----- | ----- | ---- |
| 01. | TVZ Wikings Zell am See   | 8   | 7(0)  | 01(0) | +062  | 21   |
| 02. | IBC Leoben                | 8   | 7(0)  | 01(0) | +035  | 21   |
| 03. | FBC Grasshoppers Zurndorf | 8   | 4(0)  | 04(0) | −012  | 12   |
| 04. | SU Wiener FV              | 8   | 2(0)  | 06(0) | −011  | 6    |
| 05. | HFC Feldkirch             | 8   | 0(0)  | 08(0) | −074  | 0    |

Play-offs – Halbfinale:
- SU Wiener FV – TVZ Wikings Zell am See  2:6 (0:1, 1:4, 1:1) am 16. März 2013
- FBC Grasshoppers Zurndorf – IBC Leoben  3:4 (0:3, 3:1, 0:0) am 16. März 2013
- IBC Leoben – FBC Grasshoppers Zurndorf  2:1 (1:0, 1:0, 0:1) am 23. März 2013
- TVZ Wikings Zell am See – SU Wiener FV  8:2 (4:0, 0:2, 4:0) am 23. März 2013

Finale:
- 1. Spiel: IBC Leoben – TVZ Wikings Zell am See  0:1 (0:1, 0:0, 0:0) am 6. April 2013
- 2. Spiel: TVZ Wikings Zell am See – IBC Leoben  10:3 (4:1, 3:2, 3:0) am 13. April 2013

TVZ Wikings Zell am See mit 2:0 Siegen Österreichischer Damen-Floorball-Staatsmeister 2013.